# Javier Aroca
Javier Aroca Alonso (Sevilla, 4 de abril de 1954) es licenciado en Derecho, antropólogo y diplomado en lengua árabe por el Instituto de idiomas y expolítico del Partido Andalucista, además de articulista y tertuliano de radio y televisión

## Biografía

### Orígenes y formación
Javier Aroca, según comenta, es nieto, bisnieto y tataranieto de jornaleros de Cañete la Real, en la comarca de Guadalteba de la provincia de Málaga.
Se licenció en Derecho, Antropología y Árabe por la Universidad de Sevilla. Se autodefine como republicano y federalista. Opina en Hoy por Hoy y La ventana Andalucía (Cadena SER) y escribe en Eldiario.es y El Periódico de Cataluña. Además, también participa en tertulias políticas televisivas en Televisión Española o La Sexta.
Entre 1983 y 1996 fue responsable de investigación en el Centro de Documentación Europea de la Universidad de Sevilla. Desde 1996 fue asistente del Grupo Arcoíris en el Parlamento Europeo.
Fue jefe de gabinete en la Consejería de Relaciones con el Parlamento y Secretario General de Relaciones con el Parlamento de la Junta de Andalucía.

### Militancia y cargos en el Partido Andalucista
En 1976 empezó a militar en el Partido Andalucista (PA), entonces Partido Socialista de Andalucía (PSA).
Fue candidato por Sevilla y Secretario de Comunicación del PA. Se le consideraba entonces la mano derecha de Antonio Ortega y número 2 del partido.
Durante la VI Legislatura, en la que el PSOE gobernó la Junta de Andalucía en coalición con el PA, fue viceconsejero de Turismo y deporte. Reclamó la presencia de los consejeros de la Junta en los consejos de la Unión Europea.
Causó baja voluntaria del PA en 2005. Desde entonces, no ha vuelto a militar en ningún partido político.

### Analista político e investigador
Actualmente Javier Aroca trabaja de articulista en eldiario.es, El Periódico como comentarista en Hoy por Hoy de la Cadena Ser y en “La Ventana Andalucía” en Cadena Ser Andalucía Hasta agosto de 2021 colaboró en “Las cosas claras” en TVE. En octubre de 2022 se incorpora al equipo de colaboradores del programa Hablando Claro de TVE.
En septiembre de 2021 comienza sus intervenciones en el programa de tv “Todo es verdad” y "Todo es mentira" en Cuatro. En octubre de 2024 comienza a colaborar en el programa "59 segundos" de TVE. En abril de 2025 se incorpora a "Malas lenguas" en TVE.
El 10 de abril de 2025 publica Democracia en alerta. La política desde el sofá con Penguin Random House donde a través de una mirada introspectiva y analítica propone un viaje por el tiempo desde una época en que la política se vivía intensamente, se discutía en asambleas y se asistía a mítines con fervor, hasta la actualidad, donde el poder de las élites alimenta la desinformación para menoscabar los pilares de la democracia".
En los últimos años ha trabajado en la Cadena Ser (Hora 25), Canal Sur y La Sexta (Al rojo vivo y La Sexta Noche), y como articulista en El Correo de Andalucía.
Entre 2010 y 2012 fue comisario de la exposición del 125 Aniversario de Blas Infante y del 30 Aniversario del Estatuto de Autonomía de Andalucía.
En marzo de 2014 fue contratado en el Centro de Estudios Andaluces como jefe del área de investigación desde la que puso en marcha un amplio número de publicaciones y revistas.
En marzo de 2019 deja su puesto de jefe del Área de investigación en la Fundación Centro de Estudios Andaluces de Andalucía.
Dedicado al análisis político en diferentes medios de comunicación, escribe dos columnas semanales en prensa escrita española, así como en foros y debates por todo el territorio español. Javier Aroca ofrece conferencias y ponencias en foros de antropología, política y temas sociales a los que dedica gran parte de su tiempo en los últimos años, además de presentaciones a publicaciones y obras.
Es codirector del Informe del Estado de Sevilla en 2020. Construir un relato propio o morir intentándolo junto a Juan Antonio Pavón Losada, director y coordinador del proyecto, en el que han participado un grupo de autores con el objetivo declarado de "seguir luchando día a día por las ciudades habitables, vivienda y trabajo digno, y en definitiva, para seguir creyendo en un futuro mejor para los que vivimos Sevilla."